# Zeynep Değirmencioğlu
Zeynep Değirmencioğlu (Istanbul, 12 settembre 1954) è un'attrice e imprenditrice turca.

## Biografia
Figlia dello sceneggiatore Hamdi Değirmencioğlu e cugina dell'attore bambino Ömer Dönmez, con i quali ha lavorato frequentemente, fece la sua prima apparizione a poco più di un anno in Papatya, affermandosi successivamente come attrice bambina in film come Duvaklı Göl and Fırtına. Nel 1960 recitò in Ayşecik. Il ruolo di Ayşecik (letteralmente "piccola Ayşe"), una brava ragazza dolce e ingenua, divenne il suo personaggio più celebre, tanto che inizierà in seguito ad essere chiamata con questo nome.
Negli anni seguenti recitò in oltre quaranta film, interpretando il ruolo di Ayşecik in ambientazioni disparate, spesso in trasposizioni di racconti classici come La meravigliosa favola di Biancaneve (1970), Ayşecik ve sihirli cüceler rüyalar ülkesinde (Il mago di Oz) e La meravigliosa favola di Cenerentola (1971). Sebbene sia apparsa anche in film più adulti, rimane popolare come l'attrice bambina più famosa del cinema turco. Si ritirò dalle scene nel 1974 con Macera Yolu, in un periodo in cui l'industria cinematografica turca iniziava a rivolgersi prevalentemente ad un pubblico adulto, mentre il pubblico generalista era orientato verso la televisione.
Poco dopo essersi ritirata, sposò il calciatore e dirigente sportivo della Fenerbahçe Serkan Acar (1948-2013), dal quale ebbe due figli, Erkan e Volkan. Dopo aver lasciato la carriera d'attrice, lavorò come agente immobiliare dal 1990. Nel 2012 ha aperto il ristorante Değirmencioğlu Kebap Ocakbaşı, che porta il suo cognome, nel quartiere Fenerbahçe di Istanbul.

## Filmografia
- Papatya (1956)
- Ölümden De Acı (1958)
- Funda (1958)
- Duvaklı Göl (1958)
- Ömrüm Böyle Geçti (1959)
- Ayşecik Şeytan Çekici (1960)
- Ayşecik (1960)
- Altın Kalpler (1961)
- Ayşecik Yavru Melek (1962)
- Ayşecik Ateş Parçası (1962)
- Ayşecik Fakir Prenses (1963)
- Ayşecik Canımın İçi (1963)
- Öksüz Kız (1964)
- Ayşecik Cimcime Hanım (1964)
- Ayşecik Çıtı Pıtı Kız (1964)
- Ayşecik Boş Beşik (1965)
- İki Yavrucak (1965)
- Sokak Kızı (1966)
- Çalıkuşu (1966)
- Zehirli Çiçek (1967)
- Merhamet (1967)
- Ayşecik Canım Annem (1967)
- Yüzbaşının Kızı (1968)
- Yuvana Dön Baba (1968)
- Ayşecik Yuvanın Bekçileri (1969)
- Sevgili Babam (1969)
- Ayşecik'le Ömercik (1969)
- Fakir Kızın Romanı (1969)
- Yavrum (1970)
- Ayşecik Sana Tapıyorum (1970)
- La meravigliosa favola di Biancaneve (1970)
- Ayşecik ve sihirli cüceler rüyalar ülkesinde (1971)
- Hayat Sevince Güzel (1971)
- Ayşecik Bahar Çiçeği (1971)
- La meravigliosa favola di Cenerentola (1971)
- Hayat Mı Bu (1972)
- Gelinlik Kızlar (1972)
- İlk Aşk (1972)
- Anneler Günü (1973)
- Öksüzler (1973)
- Özleyiş (1973)
- Kara Sevda (1973)
- Yayla Kızı (1974)
- Macera Yolu (1974)

## Doppiatrici italiane
- Emanuela Fallini in La meravigliosa favola di Biancaneve
- Daniela Goggi in La meravigliosa favola di Cenerentola
- Nora Orlandi in La meravigliosa favola di Biancaneve (canto), La meravigliosa favola di Cenerentola (canto)